# Peter Dickson (aviron)
Pour les articles homonymes, voir Dickson.
Peter Dickson, né le 27 août 1945 à Sydney et mort le 27 juin 2008, est un rameur d'aviron australien. 

## Carrière
Peter Dickson participe aux Jeux olympiques de 1968 à Mexico et remporte la médaille d'argent avec le huit australien composé de Alf Duval, Michael Morgan, David Douglas, John Ranch, Joe Frazio,  Gary Pearce, Bob Shirlaw et le barreur Alan Grover.